# 植生地理学
植生地理学（しょくせいちりがく、英語: vegetation geography）は、植生に関する地理学。自然地理学の一分野でもあり、植生学の一分野である。植生地理学では、植生の空間分布の特徴やそのプロセスについて考察対象とする。

## 概要
主に、ある植生群落の分布・分類などを研究する。植生学の応用分野としての性質を持ち、植生に関する専門的な知識が必要不可欠である。1950年代にドイツの植生学者によって定義された比較的新しい分野である。
類似分野として植物地理学があるが、植物地理学は植物群落の分類ではなく、植物の種の方に着眼しその特定された植物の地理的な分布を考察の対象とすることで異なる。例えば、アマゾンのような植物群落の地理的分布を考察すれば植生地理学になるが、桜とか柏とかの特定の樹木の地理的分布は植物地理学になる。しかし、両分野はとても密接な関係にある。
植生地理学の場合、植生を一つのシステムとして捉える為、植物のみならず気候や土壌、地形、さらにはその群落にすむ動物に関する関心も不可欠なものといえる。